# امپراتور گو-کوماتسو
امپراتور گو-کوماتسو (به ژاپنی: 後小松天皇، Go-Komatsu-tennō)؛ (۱ اوت ۱۳۷۷–۱ دسامبر ۱۴۳۳) صدمین امپراتور ژاپن، طبق ترتیب سنتی جانشینی، و ششمین و آخرین امپراتور ژاپن در دربار شمالی بود.